# 草津站 (廣島縣)
草津站（日语：／ Kusatsu eki */?）是位於廣島縣廣島市西區草津東，屬於廣島電鐵的宮島線車站。車站編號為M23。

## 歷史
草津自古以來都是軍港和港町。當地設有魚市場，海產會從該處運往廣島市內。因此草津設有通勤需要，而鐵路服務也在很早時期已經存在。廣島電鐵的前身，廣島瓦斯電軌在1922年（大正11年）8月開設此站，當時車站名為草津町站（日语：／）。當時新設的路線是己斐町站與此站之間，距離2.8公里。在1年半後的1924年（大正13年）4月，路線延伸至廿日市町站。車站改名為「草津」的日期不詳，大約是在1952年至1954年之間。
- 1922年（大正11年）8月22日 - 宮島線己斐町至此站之間開通，此站啟用。當時車站名稱為草津町站[4][6]。當時設有車站大樓[7]。
- 1924年（大正13年）4月6日 - 宮島線此站至廿日市町之間開通[4][8]。
- 日期不詳（1952～54年） - 車站改名為草津站[5]。
- 1971年（昭和46年）2月17日 - 車站大樓因火災而被燒毀[2]。

## 車站構造
本站是地面車站，設有2面2線的相對式月台。路線南邊為廣電宮島口站方向的下行月台，北邊為廣電西廣島站方向的上行月台。兩月台靠近廣電宮島口一方設有平交道連接。
月台南邊曾設有運送海產專用的側線，車站北邊則曾設有站。，在1971年（昭和46年）2月，站房因火災而被燒毀。側線在停止運送海產之際而撒走。該側線設有低地台月台，以便讓低地台列車在此站折返往市內。

## 使用狀況
以下數據取自《廣島市統計書》資料。1日平均乘車人次數據是來自該年度的總乘車人次除以當年的日數，再取至小數點後1位。當話廣島電鐵的數據中是以每1,000人為單位，因此每年都會有500人的誤差。即1日平起有1.4人次的誤差。
| 年度               | 1日平均 乘車人次 | 1年總 乘車人次 | 1年總使用 定期票人次 | 1年總使用 非定期票人次 | 參考資料        |
| ------------------ | ---------------- | -------------- | -------------------- | ---------------------- | --------------- |
| 1998年（平成10年） | 1,580.8          | 577,000        | 155,000              | 422,000                | [ 使用狀況 1 ]  |
| 1999年（平成11年） | 1,404.4          | 514,000        | 141,000              | 373,000                | [ 使用狀況 1 ]  |
| 2000年（平成12年） | 1,372.6          | 501,000        | 140,000              | 361,000                | [ 使用狀況 1 ]  |
| 2001年（平成13年） | 1,317.8          | 481,000        | 127,000              | 354,000                | [ 使用狀況 2 ]  |
| 2002年（平成14年） | 1,345.2          | 491,000        | 133,000              | 358,000                | [ 使用狀況 3 ]  |
| 2003年（平成15年） | 1,281.4          | 469,000        | 125,000              | 344,000                | [ 使用狀況 4 ]  |
| 2004年（平成16年） | 1,175.3          | 429,000        | 125,000              | 304,000                | [ 使用狀況 5 ]  |
| 2005年（平成17年） | 1,227.4          | 448,000        | 130,000              | 318,000                | [ 使用狀況 6 ]  |
| 2006年（平成18年） | 1,257.5          | 459,000        | 135,000              | 324,000                | [ 使用狀況 7 ]  |
| 2007年（平成19年） | 1,330.5          | 487,000        | 150,000              | 337,000                | [ 使用狀況 8 ]  |
| 2008年（平成20年） | 1,326.4          | 484,000        | 154,000              | 330,000                | [ 使用狀況 9 ]  |
| 2009年（平成21年） | 1,257.5          | 459,000        | 159,000              | 300,000                | [ 使用狀況 10 ] |
| 2010年（平成22年） | 1,290.4          | 471,000        | 169,000              | 302,000                | [ 使用狀況 11 ] |
| 2011年（平成23年） | 1,325.1          | 485,000        | 179,000              | 306,000                | [ 使用狀況 12 ] |
| 2012年（平成24年） | 1,323.3          | 483,000        | 182,000              | 301,000                | [ 使用狀況 13 ] |
| 2013年（平成25年） | 1,347.9          | 492,000        | 189,000              | 303,000                | [ 使用狀況 14 ] |
| 2014年（平成26年） | 1,391.8          | 508,000        | 206,000              | 302,000                | [ 使用狀況 15 ] |
| 2015年（平成27年） | 1,414.8          | 518,000        | 219,000              | 298,000                | [ 使用狀況 16 ] |
| 2016年（平成28年） | 1,454.8          | 531,000        | 226,000              | 305,000                | [ 使用狀況 17 ] |
| 2017年（平成29年） | 1,517.8          | 554,000        | 263,000              | 291,000                | [ 使用狀況 18 ] |

## 車站周邊
車站位於前草津町中心。周邊設有古老住宅區，設有許多神社和佛閣。車站南邊設有宮島街道。車站南邊在1970年代以後開始進行開發和填海，該處現時成為商工中心東邊。
- 中小企大學（日语：中小企業大学校）廣島校
- 西區體育中心
- 廣島市立草津小學
- 草津保育園
- 草津公民館
- 草津公園
- 廣島市西部水資源再生中心
- 西部開發多用途廣場
- 草津八幡宮
- 慈学院太光寺
- 海藏寺[9]
- 慈光寺（日语：慈光寺 (広島市)）
- 幸神社
- 淨教寺
- 教專寺
- 西樂寺

## 相鄰車站
廣島電鐵
■宮島線
古江（M22）－草津（M23）－草津南（M24）

## 注腳

### 使用狀況
1. 1 2 3  《廣島市統計書》平成13年版
2. ↑  《廣島市統計書》平成14年版
3. ↑  《廣島市統計書》平成15年版
4. ↑  《廣島市統計書》平成16年版
5. ↑  《廣島市統計書》平成17年版
6. ↑  《廣島市統計書》平成18年版
7. ↑  《廣島市統計書》平成19年版
8. ↑  《廣島市統計書》平成20年版
9. ↑  《廣島市統計書》平成21年版
10. ↑  《廣島市統計書》平成22年版
11. ↑  《廣島市統計書》平成23年版
12. ↑  《廣島市統計書》平成24年版
13. ↑  《廣島市統計書》平成25年版
14. ↑  《廣島市統計書》平成26年版
15. ↑  《廣島市統計書》平成27年版
16. ↑  《廣島市統計書》平成28年版
17. ↑  《廣島市統計書》平成29年版
18. ↑  《廣島市統計書》平成30年版

## 外部連結
- 草津 | 電車情報：電停指南 （页面存档备份，存于）（日語） - 廣島電鐵